# Sven-Olof Lundgren
Pour les articles homonymes, voir Lundgren.
Sven-Olof Lundgren (né le 3 novembre 1908 et décédé le 26 mars 1946) est un ancien sauteur à ski suédois.

## Palmarès

### Jeux olympiques
| Épreuve / Édition | St-Moritz 1928 |
| Individuel        | 5e             |